# In tutti i miei giorni
In tutti i miei giorni è un brano musicale di Raf, pubblicato nel marzo 2004 come primo singolo tratto dall'album Ouch!. La canzone, di stile pop-melodico con sonorità che sfiorano il jazz, tratta di un amore finito ormai da anni, e che ha lasciato molta malinconia. Raf attua uno stile musicale simile a quello adottato in Infinito, il brano infatti non presenta un ritornello.

## Tracce
1. In tutti i miei giorni
2. In tutti i miei giorni (revolutionized)

## Classifiche
| Posizione | 7 | 14 | 19 | 18 | 13 | 19 | - | - | - | - |